# Felix de Weldon

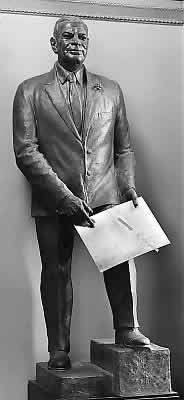
Edward Lewis (Bob) Bartlett. Bronzen beeld door Felix W. de Weldon, National Statuary Hall, VS

Felix de Weldon (Wenen, 12 april 1907 - Washington D.C., 3 juni 2003) was een Amerikaanse beeldhouwer, die voornamelijk monumenten en portretten vervaardigde.

## Jeugd en opleiding
De Weldon werd op 12 april 1907 in Oostenrijk geboren als zoon van een rijke textielhandelaar. Al tijdens zijn vroege jeugd werd zijn artistieke talent door zijn omgeving herkend en gestimuleerd. Op tienjarige leeftijd begon hij zijn opleiding aan Marchetti college, waar hij kunstgeschiedenis, anatomie, talen en bouwkunde studeerde. Op 17-jarige leeftijd ontving hij zijn eerste nationale prijs voor zijn werk. Dit resulteert in een tentoonstelling in een galerie in Wenen waarmee hij internationale bekendheid kreeg. Al op zijn 22ste had de Weldon drie titels op zak. Hij was afgestudeerd kunsthistoricus, ingenieur en filosoof. Na zijn afstuderen reisde hij twee jaar door Europa om oude meesters te bestuderen. 

## Artistiek leven
Tussen 1933 en 1937 had de Weldon een studio in Londen. Het is in deze stad dat hij zijn eerste belangrijke opdrachten ontving van het Britse koningshuis. Onder de portretbustes die hij maakte zijn de belangrijkste die van George V en Edward VIII. Met zijn buste van George V bereikte hij zelfs de National Portrait Gallery, iets dat uniek is voor een nog levende kunstenaar. Door toedoen van de Britse adel krijgt de Weldon een opdracht in Canada waardoor hij in contact kwam met de Amerikaanse levensstijl. In 1938 besloot hij te verhuizen van Londen naar de Verenigde Staten. Hier werd hij genaturaliseerd in 1945. Na gediend te hebben in het leger stortte hij zich op zijn bekendste beeldhouwwerk, het mariniersmonument (ook gekend als Iwo Jima Memorial) in Arlington County, Virginia. Pas in 1954 maakte hij zijn uiteindelijke, monumentale versie van 100 ton brons. Na deze grote opdracht vervaardigde de Weldon nog vele portretten van voorname personen over de gehele wereld. Met 1200 publieke opdrachten wordt hij wel de belangrijkste Amerikaanse beeldhouwer van de 20e eeuw genoemd. Zijn werken zijn te vinden op alle zeven continenten inclusief Antarctica. 
Zijn laatste werk was een aangepaste kopie van het monument in Washington, opgedragen aan de slachtoffers van de aanslagen op 11 september 2001. Hij zei over dit monument: "This sculpture stands as the American symbol of unity of action, the will to sacrifice and America's relentless determination to defend freedom." 
De Weldon overleed 3 juni 2003 op 96-jarige leeftijd.
- Library of Congress Control Number: nr2003019872
- National Archives and Records Administration: 10628078
- RKD-Nederlands Instituut voor Kunstgeschiedenis: 119851
- SNAC: w61n81dh
- Union List of Artist Names: 500042155
- Virtual International Authority File: 56554007
- WorldCat: E39PBJjhxVtJcGrWHTC6kXKyBP